# Vindula albosignata
Vindula albosignata är en fjärilsart som beskrevs av Talbot 1932. Vindula albosignata ingår i släktet Vindula och familjen praktfjärilar. Inga underarter finns listade i Catalogue of Life.